# Tomás Leonides López
Tomás Leonides López (Curuzú Cuatiá, provincia de Corrientes, Argentina; 27 de junio de 1997) es un futbolista argentino. Juega de defensa y su equipo actual es Huracán Las Heras del Torneo Federal A.

## Trayectoria

### Inferiores y debut en Quilmes
Nació en la ciudad de Curuzú Cuatiá de Corrientes, donde desde chiquito comenzó a jugar al fútbol en el Club Atlético General Manuel Belgrano. En el 2008, por razones laborales y con el fin de mejorar la calidad de vida, su familia decidió mudarse a Colón, Entre Ríos. Allí, continuó su carrera en el Club Atlético Campito.
Llegó a Quilmes en 2011 después de haber sido preseleccionado en una prueba que se realizó en Entre Ríos. Unos meses después, viajó a Buenos Aires a cumplir su sueño: jugar en Primera División. En junio de 2015, se lució en la Cuarta División y en la Reserva comandada por Omar «Indio» Gómez. Como premio al trabajo y a la dedicación, el entrenador Julio César Falcioni decidió llevarlo a pretemporada que el plantel realizó en Concordia. 
Tomás López comparte plantel con su sobrino Francisco “Tico” Ilarregui, quien también es categoría 1997.
Tuvo su debut el 5 de mayo de 2017 por la fecha 23 del Campeonato 2016-17, frente a San Martín de San Juan, en la derrota 1-0 con el Santo sanjuanino.

## Estadísticas

### Clubes
| Club                             | Div.                | Temporada           | Liga  | Liga  | Copas nacionales | Copas nacionales | Torneos internacionales | Torneos internacionales | Total | Total | Media goleadora |
| Club                             | Div.                | Temporada           | Part. | Goles | Part.            | Goles            | Part.                   | Goles                   | Part. | Goles | Media goleadora |
| -------------------------------- | ------------------- | ------------------- | ----- | ----- | ---------------- | ---------------- | ----------------------- | ----------------------- | ----- | ----- | --------------- |
| Quilmes Argentina                | 1.ª                 | 2016-17             | 4     | 0     | 1                | 0                | —                       | —                       | 5     | 0     | 0.00            |
| Quilmes Argentina                | 2.ª                 | 2017-18             | 12    | 0     | —                | —                | —                       | —                       | 12    | 0     | 0.00            |
| Quilmes Argentina                | 2.ª                 | 2018-19             | 9     | 0     | —                | —                | —                       | —                       | 9     | 0     | 0.00            |
| Quilmes Argentina                | 2.ª                 | 2019-20             | 4     | 0     | —                | —                | —                       | —                       | 4     | 0     | 0.00            |
| Quilmes Argentina                | 2.ª                 | 2020                | 3     | 0     | —                | —                | —                       | —                       | 3     | 0     | 0.00            |
| Quilmes Argentina                | Total club          | Total club          | 32    | 0     | 1                | 0                | 0                       | 0                       | 33    | 0     | 0.00            |
| Gimnasia y Esgrima (M) Argentina | 2.ª                 | 2021                | 12    | 1     | —                | —                | —                       | —                       | 12    | 1     | 0.08            |
| Gimnasia y Esgrima (M) Argentina | 2.ª                 | 2022                | 15    | 0     | —                | —                | —                       | —                       | 15    | 0     | 0.00            |
| Gimnasia y Esgrima (M) Argentina | Total club          | Total club          | 27    | 1     | 0                | 0                | 0                       | 0                       | 27    | 1     | 0.04            |
| Brown Argentina                  | 2.ª                 | 2023                | 19    | 2     | —                | —                | —                       | —                       | 19    | 2     | 0.11            |
| Brown Argentina                  | Total club          | Total club          | 19    | 2     | 0                | 0                | 0                       | 0                       | 19    | 2     | 0.11            |
| Chaco For Ever Argentina         | 2.ª                 | 2024                | 3     | 0     | —                | —                | —                       | —                       | 3     | 0     | 0               |
| Chaco For Ever Argentina         | Total club          | Total club          | 3     | 0     | 0                | 0                | 0                       | 0                       | 3     | 0     | 0               |
| Imbabura S. C. · Ecuador         | 1.ª                 | 2024                | 2     | 0     | —                | —                | —                       | —                       | 2     | 0     | 0               |
| Imbabura S. C. · Ecuador         | Total club          | Total club          | 2     | 0     | 0                | 0                | 0                       | 0                       | 2     | 0     | 0               |
| Huracán Las Heras Argentina      | 3.ª                 | 2025                | 19    | 2     | —                | —                | —                       | —                       | 19    | 2     | 0.11            |
| Huracán Las Heras Argentina      | Total club          | Total club          | 19    | 2     | 0                | 0                | 0                       | 0                       | 19    | 2     | 0.11            |
| Total en su carrera              | Total en su carrera | Total en su carrera | 102   | 5     | 1                | 0                | 0                       | 0                       | 103   | 5     | 0.05            |
| 1. 2.                            |                     |                     |       |       |                  |                  |                         |                         |       |       |                 |